# プレ葉ウォーク浜北

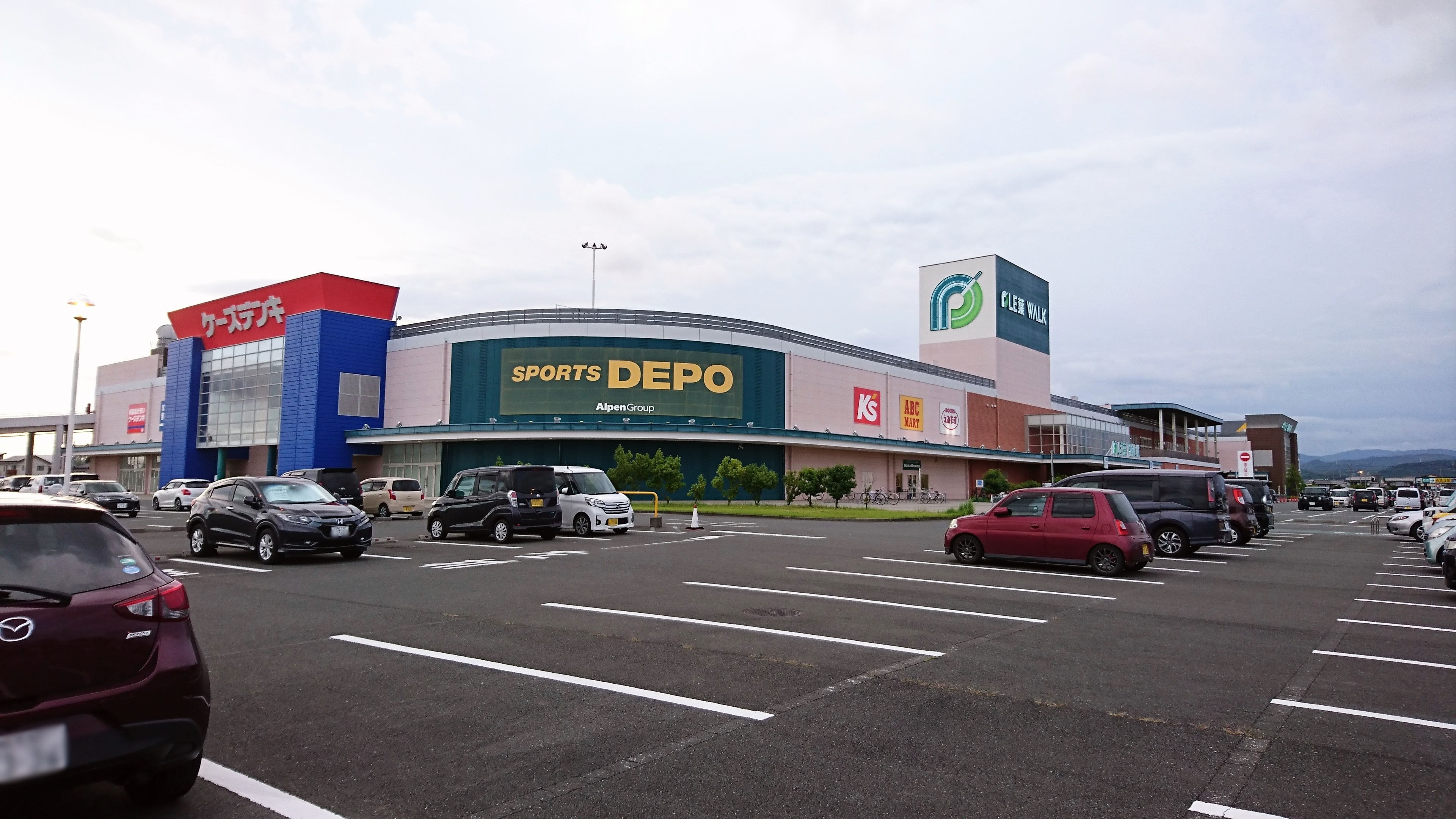
南側から見たモールゾーン

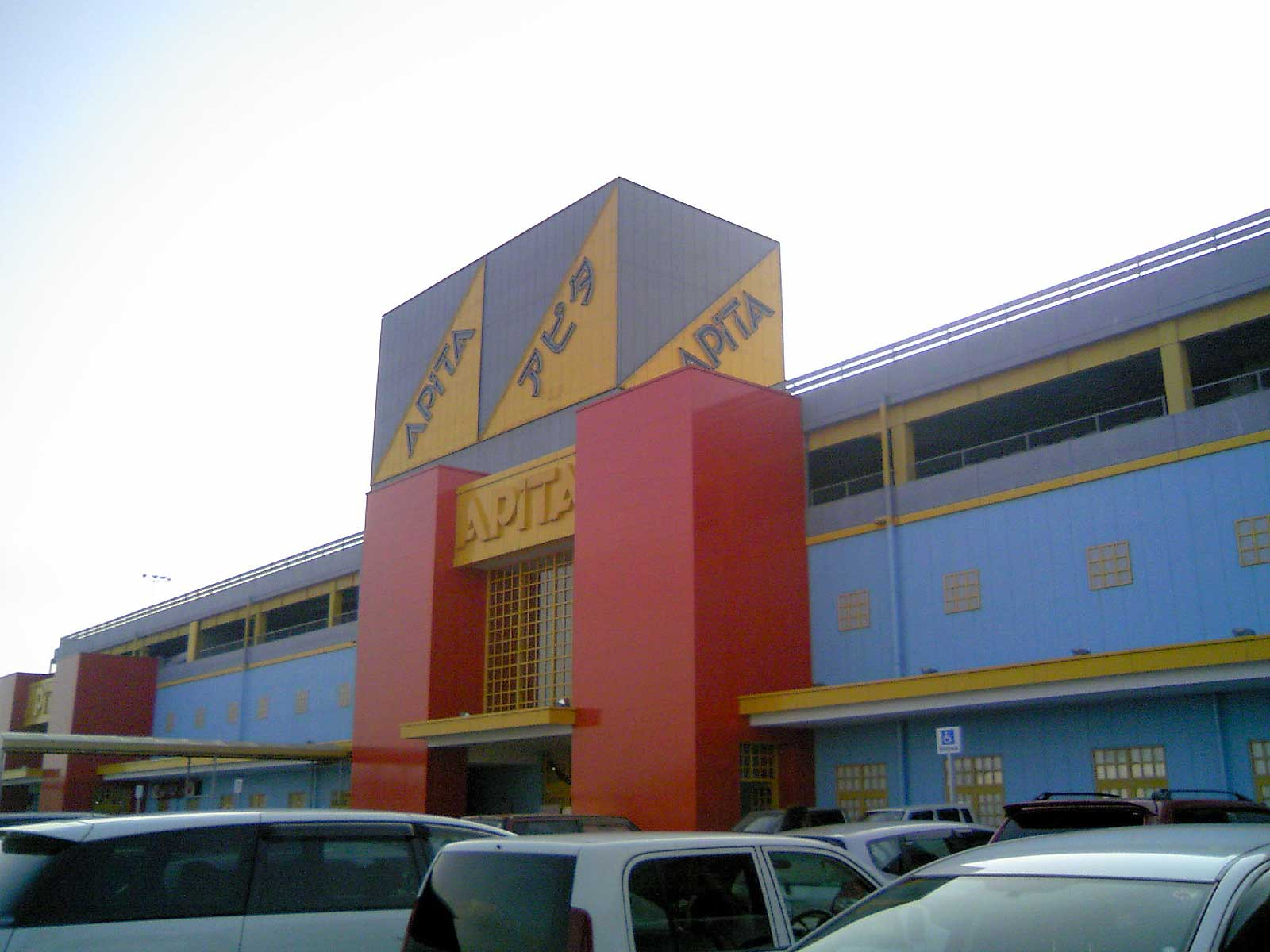
増築前のアピタ浜北店（2007年11月撮影）

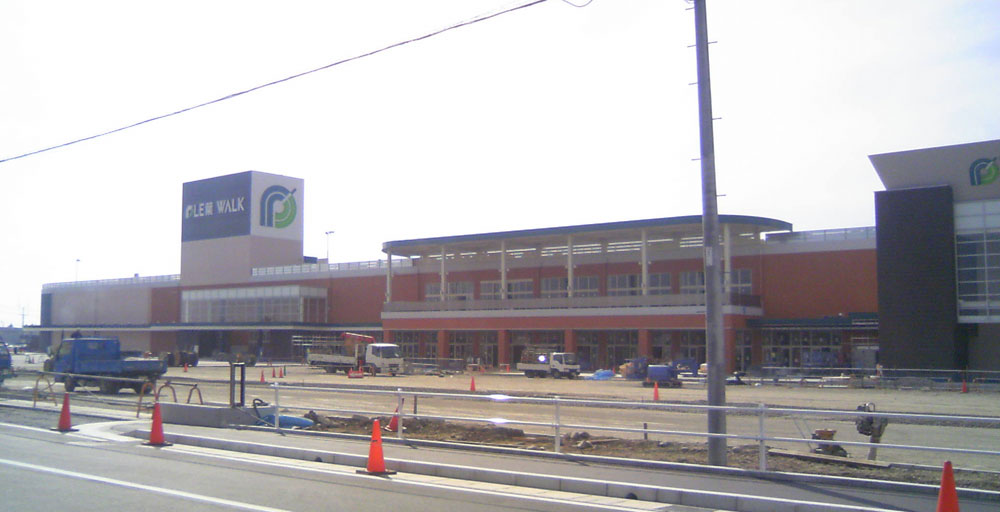
工事中の様子（2008年10月、店舗東側から撮影）

プレ葉ウォーク浜北（プレはウォークはまきた）は、静岡県浜松市浜名区に所在する、ユニー株式会社が管理・運営するモール型ショッピングセンター（ウォーク）である。
なお、当ページの店舗面積数値などの情報は、ユニーによって2007年 (平成19年) 10月4日に発表された、『プレ葉ウォーク浜北 開店のお知らせ』のニュースリリースに準ずる。

## 概要
2003年 (平成15年) 3月、「アピタ浜北店」としてオープンした。なお、同店舗はかつて当所から南東約700mに所在し、同年6月に閉店した「サンテラス浜北」（1979年 (昭和54年) 開店）の後継店舗である。
2008年 (平成20年) 5月、モール型ショッピングセンター化するための増築増床工事を行うために一旦休業したのち、同年11月28日、ショッピングセンター全体を「プレ葉ウォーク浜北」と改め再オープンした。ユニーのモール型ショッピングセンター「ウォーク」としては5店舗目の展開だが、既存店の増床による設置としては初めての事例となった。店舗連結の際、かつてアピタ棟の店舗南側にあった立体駐車場へのスロープを撤去している。
『ちょっとの喜びで、毎日が快適生活』をSCのコンセプトとし、『たのしいと気持ちのいいのハーモニー』をキーワードとしている。
「プレ葉」は、喜びや楽しみを意味する「Pleasure」と、浜松市が音楽の街であることから「ハーモニー」を合成した造語である。また、浜北区が緑の街であることから樹木を連想させる漢字表記としている。

## 沿革
- 2003年（平成15年）3月21日 - 日清紡浜松工場および関連施設があった敷地に、約30,000m2規模の「アピタ浜北店」が開店 (店舗面積は約20,000m2)
- 2008年（平成20年）
  - 5月15日 - 増築工事 (新旧店舗連結) の為、全店が一時休業
  - 11月26日 - 「プレ葉ウォーク浜北」としてプレオープン
  - 11月28日 - グランドオープン

## 施設
核店舗として「アピタ浜北店」が増床前の場所で営業する。核店舗に次ぐ規模として「ケーズデンキ」、「スポーツデポ」が入居するほか、約165の専門店がそれぞれ入居している。なお、アピタ浜北店単体の店舗面積は12,297m2となっている。 ※テナントの詳細は、公式サイトを参照。
付属する施設として、多目的ホールの「プレ葉ホール」、イベントなどが開催可能な「プレ葉コート」のほか、「噴水広場」や「緑地広場」など憩いのスペースが設置されている。

## 交通
市街地の中に店舗があり、周辺の渋滞対策のため二俣街道の浜北駅以南には看板が設置されていない。
- 浜北駅より約500m
- 浜松市浜北コミュニティバス北浜麁玉線西コース （水・土運行） - プレ葉ウォーク浜北東から徒歩3分。または、小林市営団地北バス停から徒歩6分。

## その他
- シネマコンプレックスを設置するための許可を市に申請したが、許可を得ることができなかった。なお、サンストリート浜北で計画された映画館については浜松市と合併する前に旧浜北市に申請され許可されている。
- プレ葉ウォーク開業前はアピタカラーを採用した最後の店舗であった。